# Турмагамбетов, Тлеухан Алиакбарович
Тлеуха́н (Телеуха́н) Алиакба́рович Турмагамбе́тов (18 ноября 1965 года, Кызылорда, Казахская ССР, СССР) — советский и казахстанский футболист, футбольный тренер.

## Биография
Воспитанник кызылординской футбольной школы. Начал взрослую карьеру в составе «Кайсара» (ранее назывался «Мелиоратор»), дебютировал во второй союзной лиге 9 октября 1981 года, выйдя на замену в домашнем матче с «Уральцем», в возрасте 15 лет 10 месяцев и 9 дней, а уже спустя три дня, в игре с гурьевским «Прикаспийцем», забил свой первый гол на взрослых турнирах. На следующий год провел 23 игры за «Мелиоратор», а спустя год вместе с приглашением в главную команду республики — «Кайрат», получил вызов и в юношескую сборную СССР (тренеры — Сергей Мосягин и Борис Игнатьев).
В 1984 году Тлеухан разделил титул лучшего бомбардира дубля «Кайрата» с Юрием Найдовским (у обоих по 9 мячей). 24 марта 1985 года в первой домашней игре сезона Турмагамбетов дебютирует в высшей союзной лиге, выйдя на поле вместо Антона Шоха за пять минут до конца встречи с донецким «Шахтёром» (2:1). Всего в 1985 году Телеухан провел пять игр, при этом ни в одной из них команда не проиграла: 1:1 — в Минске, 0:0 — в Вильнюсе, 2:2 — дома с «Факелом» и 1:0 — дома с ростовским СКА.
В 1986 году вернулся в Кызылорду. Капитан и лучший снайпер «Кайсара» в 1988, 1989, 1990 годах. В независимом Казахстане помимо «Кайсара» играл за ряд других клубов высшей лиги, в том числе снова за «Кайрат». 15 мая 1992 года в матче шестого тура первого чемпионата страны «Кайсар» (Кызылорда) — «Металлист» (Петропавловск) 4:0, Телеухан Турмагамбетов стал автором первого хет-трика в истории национальных чемпионатов.
Всего за карьеру забил 135 голов в первенствах СССР и Казахстана, из них 97 — за «Кайсар».

## Тренерская карьера
Стал тренером ФК «Кайсар». Тренировал команду в мае — октябре 2003, январе — июле 2006 года и в августе — декабре 2009 года.